# Heinrich Heine (Film)
Heinrich Heine ist eine zweiteilige deutsche Filmbiografie über den Dichter und Journalisten Heinrich Heine. Der für das ZDF produzierte Fernsehfilm von Klaus Emmerich erschien 1978.

## Handlung

### 1. Teil:Das Leben ist weder Zweck noch Mittel: Das Leben ist ein Recht
Der erste Teil beschreibt Heines Leben von seiner Kindheit in Düsseldorf über seine kaufmännische Tätigkeit in Hamburg und sein Jurastudium bis zu seinen ersten literarischen Erfolgen und seinen Kontakten in das literarische Leben Berlins, vor allem durch seine Freundschaft zu Rahel von Varnhagen. Enttäuscht von der politischen Erstarrung in Preußen und der Stagnation seiner Karriere, an der auch der Abschluss seines Studiums und sein Übertritt zum Christentum nichts ändern konnten, emigriert er 1831 nach Paris. Dort gerät er in Konflikt mit einer Gruppe radikal-republikanisch gesinnter deutscher Emigranten um Ludwig Börne. 1833 lernt er seine spätere Ehefrau kennen, die Verkäuferin Augustine Crescence Mirat, genannt Mathilde.

### 2. Teil:Unter jedem Grabstein liegt eine Weltgeschichte
Im zweiten Teil wird Heines Leben in Paris beleuchtet, das von literarischen Erfolgen, aber auch von finanziellen Sorgen, etwa durch ein zeitweiliges Publikationsverbot in allen Staaten des Deutschen Bundes, geprägt war. 1843 reist er nach Deutschland, wo er seinen Onkel und Gönner, den Kaufmann Salomon Heine, besucht und mit seinem Verleger Julius Campe über einen neuen Vertrag verhandelt, der ihm endlich finanzielle Sicherheit verschaffen soll. Doch dann stirbt Salomon Heine, wodurch dessen Geldzuwendung wegfällt und Heine wieder auf lästige Auftragsarbeiten angewiesen ist. Durch sein Dienstmädchen Babette, das in einem Pariser Elendsviertel lebt, schärft sich Heines Blick für die sozialen Gegensätze in der Gesellschaft und das Aufkommen des Sozialismus.
In den folgenden Jahren verschlechtert sich sein Gesundheitszustand. Als die Revolutionen von 1848 in Deutschland und in Frankreich ausbrechen, nimmt Heine, von einem Nervenleiden gezeichnet, an den politischen Entwicklungen kaum noch aktiv teil, sondern betrachtet sie eher resignativ. Ab 1848 kann Heine wegen zunehmender Lähmungen sein Bett kaum noch verlassen. Er diktiert seine letzten Werke einem Sekretär und beobachtet das Leben auf der Straße durchs Fenster, was ihn aber noch verzweifelter über seinen eigenen Zustand macht. Er hält sich für einen der meistgehassten deutschen Schriftsteller und fragt sich rückblickend, warum er sich immer wieder mit anderen – der Kirche, dem Adel, dem Besitzbürgertum, manchen Schriftstellerkollegen – angelegt hat. Er bekommt Besuch von seinen Geschwistern und blickt mit seiner Schwester Charlotte noch einmal auf seine Kindheit zurück. Kurz darauf, im Februar 1856, stirbt er.
In einem kurzen Epilog sieht man den Hauptdarsteller Christoph Bantzer an Heines Grab stehen und Blumen niederlegen.

## Produktion
Der Film wurde von Bavaria Atelier produziert und am 1. und 2. Januar 1978 im ZDF zum ersten Mal ausgestrahlt. 2010 erschien er bei Pidax Film auf DVD. An der Entstehung des Films war auch das Heinrich-Heine-Institut Düsseldorf beteiligt.

## Rezeption
„Regisseur Klaus Emmerich gelingt es in diesem TV-Zweiteiler ausgezeichnet, dem Fernsehpublikum den Menschen Heinrich Heine mit all seinen Schwächen und existenziellen Nöten näher zu bringen. [...] Neben Buch und Regie überzeugt ein hervorragendes Schauspielerensemble, allen voran ein wunderbarer Christoph Bantzer in der Titelrolle.“